# Francis Godolphin (2e baron Godolphin)
Pour les articles homonymes, voir Francis Godolphin.
Francis Godolphin, 2e baron Godolphin (2 novembre 1706 - 25 mai 1785) est un pair et homme politique britannique.

## Biographie
Il est le fils d'Henry Godolphin, prévôt d’Eton et Doyen de Saint-Paul, et fait ses études au Collège d'Eton (1718-1721) et au Queen's College d’Oxford (1723). En 1733, il hérite des domaines de son père dans le Buckinghamshire.
Il est nommé lieutenant-gouverneur des îles Scilly de 1739 à 1766 et gouverneur à part entière de 1766 à sa mort. Il est également enregistreur pour Helston de 1766 à sa mort.
Il est élu député de l'arrondissement de Helston en Cornouailles de 1741 à 1766 lorsqu'il accède à la baronnie de Helston à la mort de son cousin Francis Godolphin (2e comte de Godolphin).
Il se marie deux fois: d'abord avec Barbara Bentinck, fille de Hans Willem Bentinck (1er comte de Portland), et ensuite avec Anne Fitzwilliam, fille de John Fitzwilliam (2e comte Fitzwilliam). Il n'a pas d'enfants.